# Tommy Ingebrigtsen
Pour les articles homonymes, voir Ingebrigtsen.
Tommy Ingebrigtsen (né le 8 août 1977 à Trondheim) est un sauteur à ski norvégien. Il remporte le titre mondial individuel en 1995, dès sa première tentative.

## Palmarès

### Jeux olympiques
| Épreuve / Édition | Salt Lake City 2002 | Turin 2006 |
| Petit Tremplin    | 20e                 |            |
| Grand Tremplin    | 26e                 |            |
| Par équipes       | 9e                  | Bronze     |

### Championnats du monde
| Épreuve / Édition | Thunder Bay 1995 | Trondheim 1997 | Ramsau 1999 | Lahti 2001 | Val di Fiemme 2003 |
| Petit Tremplin    | 16e              |                | 12e         | 50e        | Argent             |
| Grand Tremplin    | Or               | 35e            | 24e         | 23e        | 4e                 |
| Par équipes       |                  |                | 6e          | 7e         | Bronze             |

### Championnats du monde de vol à ski
| Épreuve / Édition | Vikersund 2000 | Harrachov 2002 | Planica 2004 | Kulm 2006 |
| Individuel        | 4e             | 14e            | 5e           | 12e       |
| Par équipes       |                |                | Or           | Or        |

### Coupe du monde
- Meilleur classement général : 11e en 1999, 2001 et 2004.
- 5 podiums individuels dont 1 deuxième place.
- 5 podiums par équipes dont 3 victoires.